# Un minuto per pregare, un istante per morire
Un minuto per pregare, un istante per morire è un film italiano del 1968 diretto da Franco Giraldi. 

## Trama
Clay McCord è un pistolero fuorilegge, con una paralisi al braccio destro su cui pende una taglia di diecimila dollari. Clay si reca da Padre Santana per potersi curare, ma lo trova morto e fugge verso Escondido dove gli uomini dello sceriffo Krant assediano il villaggio, bloccando le provviste alla popolazione, ridotta ai minimi termini.

## Distribuzione
Il film è stato distribuito nelle sale italiane a partire dall'8 febbraio 1968. Il film è noto anche con il titolo Dove vai ti ammazzo.